# Клавезана
Клавезана (італ. Clavesana, п'єм. Cravsan-a) — муніципалітет в Італії, у регіоні П'ємонт,  провінція Кунео.
Клавезана розташована на відстані близько 470 км на північний захід від Рима, 70 км на південь від Турина, 31 км на схід від Кунео.
Населення — 848 осіб (2014).
Щорічний фестиваль відбувається 5 серпня. Покровитель — Madonna della Neve (già Madona 'd gere).

## Демографія
Населення за роками:

Станом на 1 січня 2023 року в муніципалітеті офіційно проживали 83 іноземці з 18 країн, серед них 29 громадян країн Євросоюзу та 2 громадяни України.

## Сусідні муніципалітети
- Бастія-Мондові
- Бельведере-Ланге
- Карру
- Чильє
- Фарильяно
- Марсалья
- Мураццано
- Рокка-Чильє